# Гуляк Володимир Костянтинович
Володимир Ґуляк (або Володимир Гуляк, псевдо: «Варнак»; 1912, с. Жизномир, нині Бучацька міська громада, Чортківський район, Тернопільська область — 1 січня 1941, там само) — окружний провідник ОУН Чортківщини.

## Життєпис
Володимир Гуляк народився 1912 року в селі Жизномирі (Бучацького повіту, Королівство Галичини та Володимирії, Австро-Угорщина, нині Бучацька міська громада, Чортківський район, Тернопільська область) в селянській сім'ї. Батько загинув на початку Першої світової війни в Італії, залишивши сиротами трьох синів: Михайла (нар. 1910), Володимира (нар. 1912) і Юліана. Мати вийшла заміж вдруге за Степана Гаврилюка і в сім'ї народилося ще троє дітей: Ольга (нар. 1924), Іван та Марія. Родина володіла 25-ма моргами поля і 5-ма — лісу.
Член ОУН, політв'язень польських тюрем, зокрема з 1938 по вересень 1939. Займав посаду окружного провідника Чортківщини.
Напередодні Нового року разом з братом Іваном (псевдо «Орлик») заквартирували у криївці в ґазди Василика. Сподіваючись, що енкаведистів не буде, вийшли до хати. Вранці почалась облава, Володимир зміг вибратися на волю, побіг на город, однак за 100 м до яру його «скосила» ворожа куля — «Варнак» загинув у бою з військами НКВС 1 січня 1941 року в рідному селі. Тіло більшовики саньми вивезли до Бучача. Мати просила віддати його для поховання, однак почула звинувачення у вихованні «бандита» та відповідь, що енкаведисти самі його поховають.